# Yoni Lasso
Yoni Javier Lasso (nacido el 22 de noviembre de 1984 en Ciudad de Panamá, Panamá) es un exjugador de cuadro de béisbol de ligas menores. Jugó con Panamá en el Clásico Mundial de Béisbol de 2006. Durante su carrera de béisbol en ligas menores, Lasso jugó en la organización de los Rojos de Cincinnati.

## Carrera

### Cincinnati Reds
En 2005, jugó para los GCL Reds y Billings Mustangs, bateando .233 en 23 juegos para el primero y sólo .095 en nueve juegos para el segundo. En general, bateó .202 en 32 partidos de ligas menores en 2005. Pasó 2006 con tres equipos: los Mustangs, los Dayton Dragons y los Sarasota Reds . Con los Mustangs, bateó .167 en siete juegos. En cinco juegos con los Dragones, bateó .100 y en siete juegos para los Rojos, bateó .067 en siete juegos. En general, bateó .108 en 19 juegos. La temporada 2006 fue su última temporada en ligas menores: bateó .176 en 51 juegos de ligas menores en su carrera en ligas menores.

### Beisbol Nacional
en la Liga de Béisbol de Panamá para las Provincias de Panamá Oeste, Bocas del Toro y Herrera.

## Selección nacional
Lasso apareció en tres juegos en el Clásico Mundial de Béisbol de 2006, consiguiendo un hit en siete turnos al bate para un promedio de bateo de .143. Su único hit fue un doble.

## enlaces externos
- Esta obra contiene una traducción  derivada de «Yoni Lasso» de Wikipedia en inglés, publicada por sus editores bajo la Licencia de documentación libre de GNU y la Licencia Creative Commons Atribución-CompartirIgual 4.0 Internacional.
- Yoni Lasso en MLB
- Yoni Lasso en MLBPTY

- Datos: Q8055069